# LCROSS
El Lunar Crater Observation and Sensing Satellite (LCROSS) va ser una sonda robòtica operada per la NASA. L'objectiu principal de la missió era explorar la presència de gel d'aigua en un cràter on mai no hi tocava la llum solar a prop d'una regió polar de la Lluna. Va reeixir a descobrir la presència d'aigua al cràter lunar Cabeus.
Va ser llançat juntament amb el Lunar Reconnaissance Orbiter (LRO) el 18 de juny del 2009, com a part del Lunar Precursor Robotic Program, sent la primera missió americana a la Lluna en uns deu anys. Probablement influenciaran en la decisió del govern dels Estats Units sobre colonitzar o no la Lluna.
La missió va impactar amb èxit el 9 d'octubre del 2009 a les 11:31 UTC.

## Missió

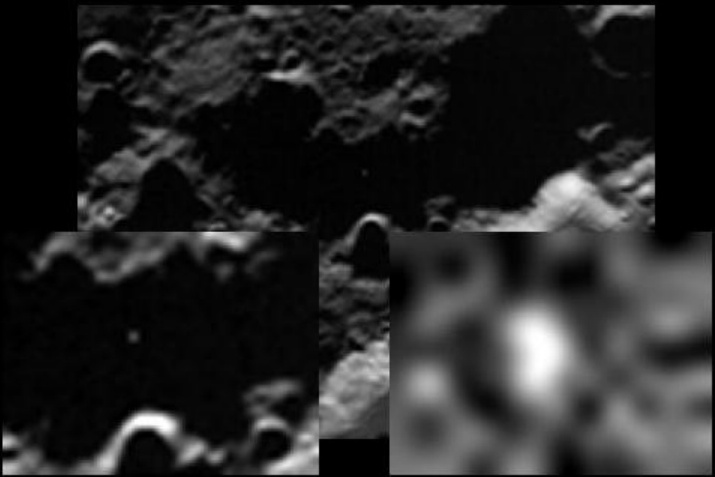
La ràfega de llum de l'impacte del Centaur.

L'LCROSS va ser una missió ràpida, de cost baix, complementària a l'LRO. La càrrega de l'LCROSS va ser afegida després que la NASA mogués l'LRO del Delta II a un vehicle de llançament més gran. Va ser escollit d'entre 19 altres propostes La missió va ser dedicada al difunt Walter Cronkite, que va retransmetre en directe l'arribada de l'home a la Lluna.
L'LCROSS es va llançar juntament amb el LRO amb un coet Atlas V des del Cap Canaveral (Florida), el 18 de juny del 2009 a les 21:32 UTC. El 23 de juny, quatre dies i mig després del llançament, l'LCROSS i el coet de propulsió Centaur van completar amb èxit l'assistència gravitatòria lunar i van entrar en òrbita polar terrestre amb un període de 37 dies, posicionant-se per impactar en un pol lunar.
Al matí del 22 d'agost del 2009, els controladors terrestres de l'LCROSS van descobrir una anomalia provocada per un problema d'un sensor, que havia provocat la crema de 140 quilograms de combustible, més de la meitat del combustible restant llavors. Segons Dan Andrews, el director del projecte LCROSS, "Les nostres estimacions ara mateix són que si fem ben bé el mínim de la missió, que vol dir fer les coses que hem de fer per acabar la feina amb èxit total, i prou, encara tenim prou combustible, però no en sobra gaire."

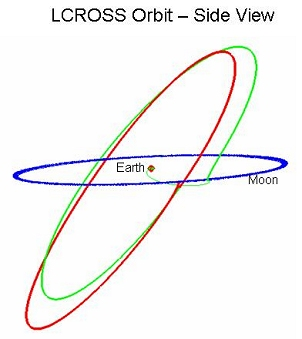
Trajectòria de l'LCROSS

Després d'aproximadament tres òrbites, Centaur va impactar a la Lluna el 9 d'octubre del 2009 a les 11:31 UTC i el Shepherding Spacecraft ho va fer pocs minuts després- L'equip de la missió va anunciar inicialment que el destí dels impactes de l'LCROSS seria el cràter Cabeus A, tot i que després va canviar el destí al cràter principal Cabeus.
Durant l'aproximació final a la Lluna, el Shepherding Spacecraft i el Centaur es van separar el 8 d'octubre del 2009, a les 3:50 de la matinada, hora catalana. L'etapa superior de Centaur va actuar com a impactador per crear una fumerada de pols a sobre la superfície lunar. Llavors, al cap de quatre minuts, el Shepherding Spacecraft va volar a través d'aquesta fumerada, per recollir i enviar dades a la Terra abans de fer un altre impacte.
Estava previst que l'impacte de Centaur excavés 350 tones de material lunar i creés un cràter de 20 metres de diàmetre i de 4 metres de profunditat, que l'impacte del Shepherding Spacecraft excavés 150 tones i creés un cràter de 14 metres de diàmetre i de 2 metres de profunditat.
S'esperava que l'anàlisi espectral de l'impacte ajudés a confirmar descobertes anteriors de la missió Clementine i el Lunar Prospector que suggerien que hi podria haver gel lunar a regions en ombra permanent. Els científics de la missió esperaven que la fumerada de l'impacte del Centaur seria visible amb telescopis d'aficionat amb obertures de 25 a 30 cm, però no va ser així. Fins i tot telescopis com el Palomar de 5,08 metres, amb òptica adaptativa, no van detectar la fumerada. La fumerada podria haver-se produït però tan petita que no seria detectable des de la Terra. Ambdós impactes van ser monitorats per observatoris terrestres i pel Telescopi espacial Hubble.
Es va dir que si LCROSS trobava aigua a la lluna influenciaria en la decisió del govern dels Estats Units sobre crear una base a la Lluna. El 13 de novembre del 2009 la NASA va confirmar que s'havia detectat aigua amb l'impacte del Centaur.

## Galeria
- Una de les primeres imatges del Lunar Crater Observation and Sensing Satellite (LCROSS) utilitzant una càmera de llum visible durant l'assistència gravitatòria de la Lluna. L'LCROSS té nou instruments que agafen diferents tipus de dades que es complementen l'un a l'altre.
- Fotografia de la Lluna feta amb una càmera d'infrarojos amb la càmera d'infraroig mitjà de l'LCROSS
- Una altra fotografia feta amb una càmera de llum visible de la Lluna feta durant l'assistència gravitatòria.

- Una imatge en infraroig proper de la separació de l'etapa Centaur de l'LCROSS vista des de l'LCROSS Shepherding Spacecraft
- Imatge d'infraroig mitjà (color fals) de la separació de l'etapa Centaur de l'LCROSS (vermell→calent, blau→fred).
- Imatge de l'STK (Satellite Tool Kit) de l'LCROSS després de la separació de l'etapa Centaur.

- Imatge de l'etapa superior de Centaur contra el cràter de Cabeus a prop del pol sud de la Lluna. Les imatges van ser fetes amb l'LCROSS Shepherding Spacecraft.
- Localitzacions dels solcs d'impacte del Diviner LCROSS superposats sobre un mapa tèrmic en blanc i negre de la regió polar del sud de la Lluna durant el dia. Les dades del Diviner, que mostraven una regió extremadament freda en ombra permanent on hi podria haver gel d'aigua i altres materials volàtils congelats.
- Mapes tèrmics preliminars, sense calibrar de l' LRO/Diviner del lloc d'impacte de Centaur/LCROSS fetes dues hores abans de l'impacte i 90 segons després de l'impacte. La signatura tèrmica de l'impacte es va detectar clarament en tots quatre canals de cartografia tèrmica.